# Tylin
Tylin – część wsi Lubojna w Polsce położona w województwie śląskim, w powiecie częstochowskim, w gminie Mykanów.
W latach 1975–1998 Tylin administracyjnie należał do województwa częstochowskiego.